# María Dolores Ríos Peset
María Dolores Ríos Peset (Valencia, 1966) es una diplomática española. Es la embajadora de España en Senegal (desde 2024).

## Biografía
Nacida en Valencia en 1966, es licenciada en Derecho por la Universidad de Valencia; e ingresó en la carrera diplomática en 1991. Ha servido en las Embajadas de España en Bolivia, Colombia, Namibia, Paraguay, México, Ecuador y Cabo Verde. Ha desempeñado distintas funciones en las misiones españolas en el exterior como segunda jefatura, cónsul general, consejera cultural y embajadora.
En el Ministerio de Asuntos Exteriores ha ocupado diferentes puestos: en la Dirección General de Relaciones Económicas Internacionales, en la Agencia Española de Cooperación Internacional para el Desarrollo, donde fue subdirectora general de Cooperación con África Subsahariana y Asia, y en la Secretaría de Estado de Unión Europea, donde ejercía en último término como vocal asesora de asuntos parlamentarios en el Gabinete del secretario de Estado para la Unión Europea.
Fue embajadora de España en Cabo Verde (2018-2022) y es la embajadora de España en Senegal (desde 2024).